# Azal Avia Cargo

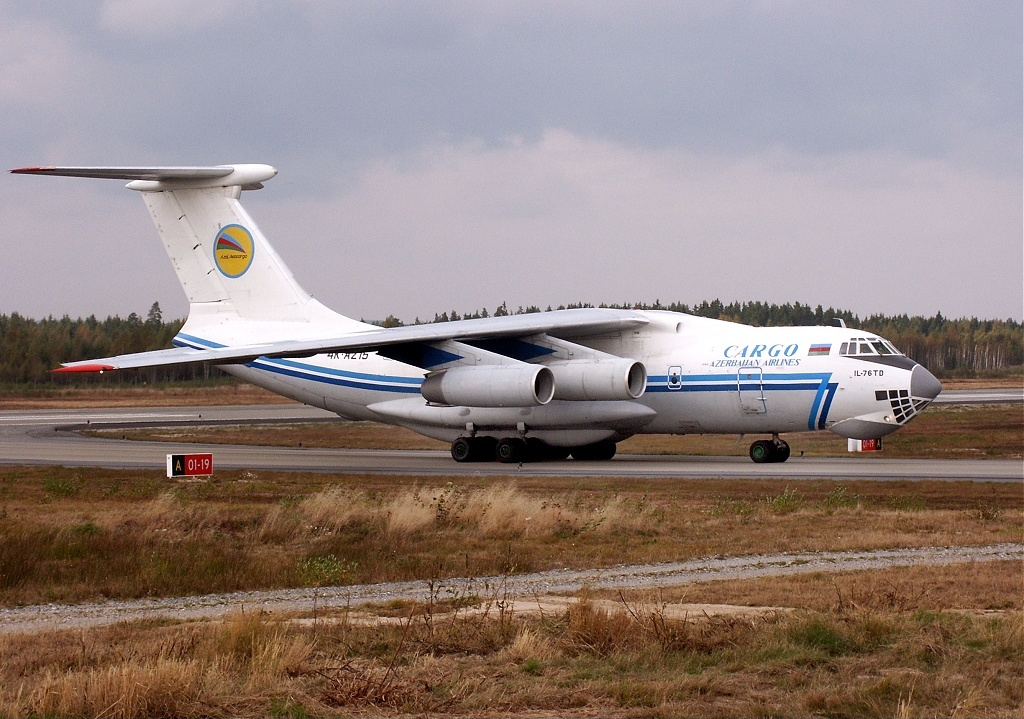
Ил-76 в аэропорту Эребру 30 сентября 2002

Azal Avia Cargo — бывшая азербайджанская грузовая авиакомпания, полностью принадлежавшая AZAL. Базировалась в бакинском аэропорту Гейдар Алиев и выполняла регулярные и чартерные грузовые рейсы преимущественно по странам СНГ
.
Авиакомпания была основана в 1996 году, прекратила деятельсноть в 2017 году.
Флот авиакомпании включал в себя самолёты Ил-76 и Ан-12.

## Происшествия
- 18 мая 2004 года самолёт Ил-76ТД (4К-AZ27) потерпел крушение через 2 минуты после взлёта из аэропорта Урумчи. Все 7 членов экипажа погибли[4][5].

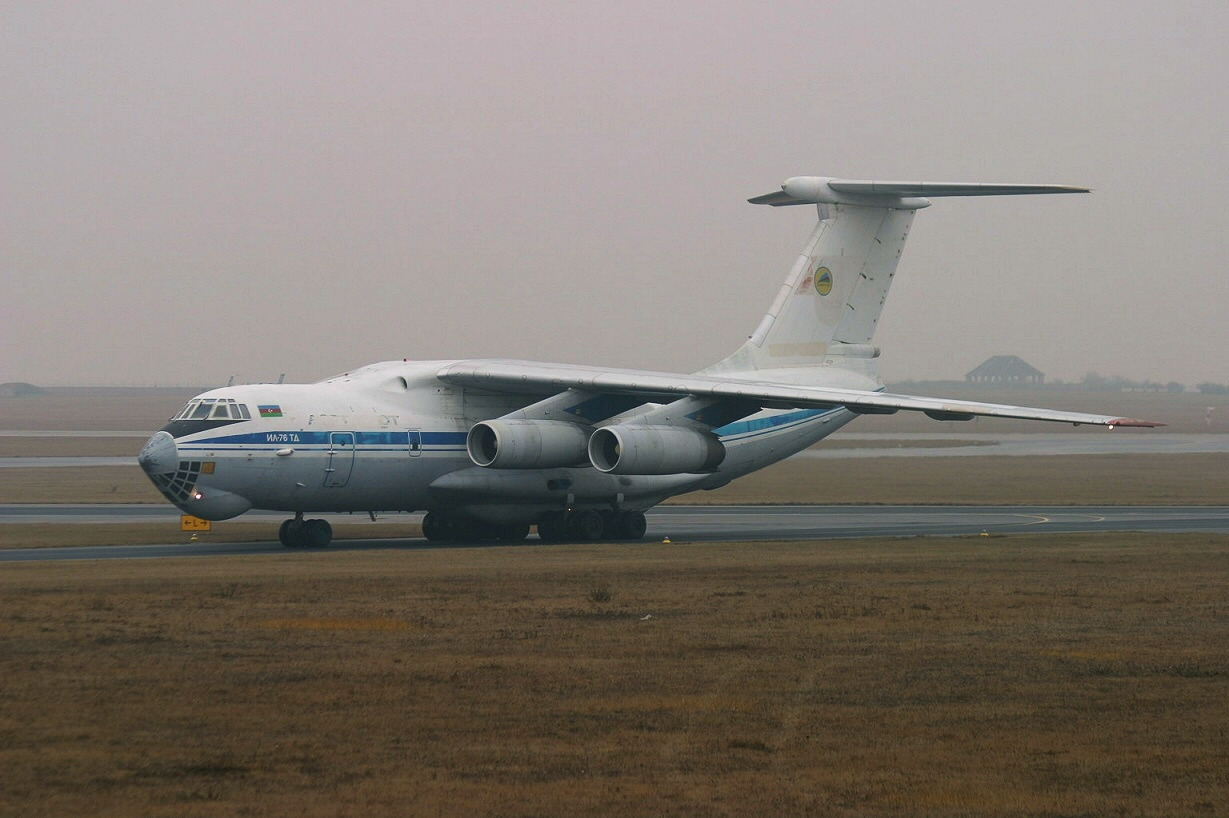
Ил-76 (4К-AZ27) в аэропорту Праги 28 ноября 2003 года, за полгода до катастрофы